# Mercato finanziario
Il mercato finanziario, nel diritto dell'economia e nella finanza, rappresenta il luogo nel quale si realizzano le operazioni di contrattazione e scambio di strumenti finanziari di varia natura, a medio o lungo termine.

## Storia
Dal 1998 in tutte le Nazioni che aderiscono all'UE e all'OCSE, i mercati regolamentati possono avere regolamenti interni e statutari decisi dalla società di gestione. Tale mercato finanziario è definito "SSO (Sistema di Scambi Organizzati)". L'unico SSO privato istituzionale (istituzionalizzato) fu il MAC - Mercato Alternativo del Capitale, dal 2006 rilevato da Borsa Italiana. Il primo SSO in Europa Continentale fu SmallXChange, società (Ldt) panamense con sede in Inghilterra.

## Descrizione

### Attività
Nei mercati si svolge attività di compravendita di strumenti finanziari, soprattutto di azioni; il tutto finalizzato a diversi scopi quali ad esempio:
- finanziamento: cioè permettere agli emittenti di cercare denaro sul mercato
- pricing dei titoli: offrire in via continuativa un prezzo ai titoli
- liquidità dei titoli: offrire la possibilità di uscire dall'investimento
- riduzione dei costi di transazione: la competizione spinge i mercati ad essere più efficienti e quindi a diminuire il prezzo della transazione

### Caratteristiche
Un mercato è caratterizzato da:
- Determinate regole sulle modalità di ammissione degli strumenti finanziari e degli operatori, sullo svolgimento degli scambi;
- Un'attività di supervisione che spesso è attribuita alla società che organizza il mercato, che collabora con l'autorità di controllo (in Italia è la Consob). La prima è più attrezzata per il controllo e fa segnalazioni alla seconda.
- Una propria struttura che funge da cornice organizzativa.

Un mercato finanziario consente il trasferimento del risparmio dai soggetti che lo accumulano (soprattutto le famiglie) ai soggetti che lo richiedono (imprese) (un analogo processo di trasferimento del risparmio da soggetti accumulatori a imprese è operato anche dal Sistema Creditizio-Bancario). I soggetti che richiedono liquidità sono definiti "soggetti in disavanzo finanziario" ed emettono strumenti finanziari (depositi bancari, azioni, Buoni Ordinari del Tesoro ecc.) che cedono ai "soggetti in avanzo finanziario" in cambio di moneta.
Lo scambio tra strumenti finanziari e moneta consente la redistribuzione dei rischi economici, perché vengono assunti in parte dagli acquirenti degli strumenti finanziari. È possibile per questi ultimi cedere tali strumenti ad altri soggetti economici, scambiandoli nei mercati appositi. Esistono quindi mercati azionari, obbligazionari, dei derivati, delle opzioni, dei warrant, ecc., ognuno con proprie regole e proprie caratteristiche. 
Un mercato efficiente deve quindi assicurare che nessuno abbia informazioni privilegiate, per questo esistono norme che colpiscono gli insider trading e i market abuse.

### Classificazione
Con riferimento alla natura degli strumenti finanziari si distingue solitamente tra mercato creditizio, mercato mobiliare e mercato assicurativo.
Con riferimento alla durata degli stessi si distingue tra mercato monetario e mercato dei capitali.
Infine, con riferimento al momento di emissione degli strumenti finanziari, si distingue tra mercato primario e mercato secondario.
Altre distinzioni possono essere fatte fra mercati cash e mercati derivati, fra mercato ad asta e market maker, fra mercato fisico e mercato telematico, fra mercato pubblico e mercato privato, fra mercato regolamentato e mercato over the counter. Si distinguono tre forme di efficienza:
- tecnica: capacità di avere bassi costi di transazione
- funzionale: capacità di far incontrare domanda e offerta.
- informativa: capacità di riflettere sui prezzi tutte le informazioni disponibili.

In base all'efficienza informativa, è poi possibile distinguere fra mercati:
deboli: (in cui i prezzi riflettono solo informazioni storiche), 
semiforti (in cui i prezzi riflettono tutte le informazioni pubbliche, anche prospettiche)
forti: (in cui i prezzi riflettono tutte le informazioni, anche quelle private).

### Operatori
Un mercato è il punto di incontro di tre attori diversi:
- investitori, che acquistano e vendono strumenti finanziari
- emittenti, che emettono titoli o strumenti finanziari
- intermediari finanziari, che facilitano gli scambi.

I soggetti che acquistano le azioni e le obbligazioni del mercato finanziario sono le famiglie (che risparmiano); i risparmi delle famiglie vanno poi alle imprese.